# Benoît Pedretti
Benoît Pedretti (ur. 12 listopada 1980 w Audincourt) – francuski piłkarz, występujący na pozycji pomocnika.

## Kariera klubowa
Rozpoczynał karierę w FC Sochaux-Montbéliard, reprezentował ten klub przez pięć lat, następnie przeniósł się do drużyny Olympique Marsylia. W jednym sezonie rozegrał 31 bardzo równych meczów, po czym został zauważony przez Olympique Lyon, gdzie również spędził sezon. W 2006 roku odszedł do AJ Auxerre. Grał w nim do końca sezonu 2010/2011. W latach 2011–2013 był zawodnikiem Lille OSC, a w latach 2013–2015 – AC Ajaccio. W 2015 przeszedł do AS Nancy, w którym zakończył karierę w 2018.
| Sezon   | Klub               | Kraj    | Rozgrywki  | Mecze | Bramki | Rozgrywki Europy   | Mecze | Bramki |
| ------- | ------------------ | ------- | ---------- | ----- | ------ | ------------------ | ----- | ------ |
| 1999/00 | FC Sochaux         | Francja | Division 2 | 2     | 0      | -                  | -     | -      |
| 2000/01 | FC Sochaux         | Francja | Division 2 | 38    | 0      | -                  | -     | -      |
| 2001/02 | Lille OSC          | Francja | Division 1 | 33    | 0      | -                  | -     | -      |
| 2002/03 | FC Sochaux         | Francja | Ligue 1    | 35    | 3      | Liga Europy UEFA   | 4     | 0      |
| 2003/04 | FC Sochaux         | Francja | Ligue 1    | 33    | 2      | Liga Europy UEFA   | 5     | 0      |
| 2004/05 | Olympique Marsylia | Francja | Ligue 1    | 31    | 3      | -                  | -     | -      |
| 2005/06 | Olympique Lyon     | Francja | Ligue 1    | 21    | 2      | Liga Mistrzów UEFA | 5     | 0      |
| 2006/07 | AJ Auxerre         | Francja | Ligue 1    | 31    | 1      | Liga Europy UEFA   | 6     | 0      |
| 2007/08 | AJ Auxerre         | Francja | Ligue 1    | 37    | 1      | -                  | -     | -      |
| 2008/09 | AJ Auxerre         | Francja | Ligue 1    | 30    | 1      | -                  | -     | -      |
| 2009/10 | AJ Auxerre         | Francja | Ligue 1    | 36    | 4      | -                  | -     | -      |
| 2010/11 | AJ Auxerre         | Francja | Ligue 1    | 20    | 5      | Liga Mistrzów UEFA | 8     | 0      |
| 2011/12 | Lille OSC          | Francja | Ligue 1    | 31    | 4      | Liga Mistrzów UEFA | 6     | 0      |
| 2012/13 | Lille OSC          | Francja | Ligue 1    | 29    | 2      | Liga Mistrzów UEFA | 6     | 0      |
| 2013/14 | AC Ajaccio         | Francja | Ligue 1    | 14    | 1      | -                  | -     | -      |
| 2014/15 | AC Ajaccio         | Francja | Ligue 2    | 27    | 2      | -                  | -     | -      |
| 2015/16 | AS Nancy           | Francja | Ligue 2    | 33    | 0      | -                  | -     | -      |

Stan na: koniec sezonu 2015/2016

## Kariera reprezentacja
W kadrze Francji rozegrał 22 spotkania.